# Natação nos Jogos Pan-Americanos de 2003
A natação nos Jogos Pan-Americanos de 2003 foi realizada nos dias 12 de agosto a 18 de agosto. Foram disputadas 32 provas, 16 masculinas e 16 femininas. As provas ocorreram no Juan Pablo Duarte Olympic Center em Santo Domingo, República Dominicana.

## Medalhistas
Masculino
| Evento                        | Ouro                                                                         | Ouro     | Prata                                                                          | Prata    | Bronze                                                          | Bronze   |
| ----------------------------- | ---------------------------------------------------------------------------- | -------- | ------------------------------------------------------------------------------ | -------- | --------------------------------------------------------------- | -------- |
| 50 metros livre detalhes      | Fernando Scherer BRA Brasil                                                  | 22.40    | José Meolans ARG Argentina                                                     | 22.42    | Gary Hall Jr. USA Estados Unidos                                | 22.43    |
| 100 metros livre detalhes     | José Meolans ARG Argentina                                                   | 49.27    | George Bovell TRI Trinidad e Tobago                                            | 49.61    | Gustavo Borges BRA Brasil                                       | 49.90    |
| 200 metros livre detalhes     | George Bovell TRI Trinidad e Tobago                                          | 1:48.90  | Daniel Ketchum USA Estados Unidos                                              | 1:49.34  | Rodrigo Castro BRA Brasil                                       | 1:49.55  |
| 400 metros livre detalhes     | Ricardo Monasterio VEN Venezuela                                             | 3:50.01  | Fran Crippen USA Estados Unidos                                                | 3:52.62  | Bruno Bonfim BRA Brasil                                         | 3:54.82  |
| 1500 metros livre detalhes    | Ricardo Monasterio VEN Venezuela                                             | 15:16.98 | Fran Crippen USA Estados Unidos                                                | 15:19.63 | Chris Thompson USA Estados Unidos                               | 15:19.64 |
| 100 metros costas detalhes    | Peter Marshall USA Estados Unidos                                            | 55.52    | George Bovell TRI Trinidad e Tobago                                            | 55.81    | Jayme Cramer USA Estados Unidos                                 | 55.88    |
| 200 metros costas detalhes    | Rogério Romero BRA Brasil                                                    | 1:59.92  | Luke Wagner USA Estados Unidos                                                 | 2:00.74  | Joey Faltraco USA Estados Unidos                                | 2:01.31  |
| 100 metros peito detalhes     | Mark Gangloff USA Estados Unidos                                             | 1:00.95  | Jarrod Marrs USA Estados Unidos                                                | 1:01.71  | Eduardo Fischer BRA Brasil                                      | 1:01.88  |
| 200 metros peito detalhes     | Kyle Salyards USA Estados Unidos                                             | 2:13.37  | Sean Quinn USA Estados Unidos                                                  | 2:15.77  | Marcelo Tomazini BRA Brasil                                     | 2:15.87  |
| 100 metros borboleta detalhes | Ben Michaelson USA Estados Unidos                                            | 53.04    | José Meolans ARG Argentina                                                     | 53.28    | Kaio Márcio de Almeida BRA Brasil                               | 53.44    |
| 200 metros borboleta detalhes | Michael Raab USA Estados Unidos                                              | 1:57.33  | Kaio Márcio de Almeida BRA Brasil                                              | 1:58.10  | Pedro Monteiro BRA Brasil                                       | 1:59.38  |
| 200 metros medley detalhes    | George Bovell TRI Trinidad e Tobago                                          | 1:59.49  | Thiago Pereira BRA Brasil                                                      | 2:02.31  | Eric Donnelly USA Estados Unidos                                | 2:02.52  |
| 400 metros medley detalhes    | Robert Margalis USA Estados Unidos                                           | 4:19.09  | Eric Donnelly USA Estados Unidos                                               | 4:19.65  | Thiago Pereira BRA Brasil                                       | 4:19.89  |
| 4x100 metros detalhes         | Carlos Jayme Gustavo Borges Fernando Scherer Jader Souza BRA Brasil          | 3:18.66  | Osvaldo Quevedo Raymond Rosal Luis Rojas Octavio Alesi VEN Venezuela           | 3:23.14  | Brian Edey Chad Murray Matt Rose Colin Russell CAN Canadá       | 3:23.83  |
| 4x200 metros detalhes         | Daniel Ketchum Jeffrey Lee Ryan Lochte Brian Goldberg USA Estados Unidos     | 7:18.93  | Carlos Jayme Rafael Mosca Gustavo Borges Rodrigo Castro BRA Brasil             | 7:25.17  | Scott Dickens Brian Edey Tobias Oriwol Colin Russell CAN Canadá | 7:27.18  |
| 4x100 metros medley detalhes  | Peter Marshall Mark Gangloff Ben Michaelson Nick Brunelli USA Estados Unidos | 3:37.27  | Paulo Machado Eduardo Fischer Kaio Márcio de Almeida Gustavo Borges BRA Brasil | 3:40.02  | Sean Sepulis Scott Dickens Chad Murray Matt Rose CAN Canadá     | 3:40.12  |

Feminino
| Evento                        | Ouro                                                                           | Ouro    | Prata                                                                    | Prata   | Bronze                                                                     | Bronze  |
| ----------------------------- | ------------------------------------------------------------------------------ | ------- | ------------------------------------------------------------------------ | ------- | -------------------------------------------------------------------------- | ------- |
| 50 metros livre detalhes      | Kara Lynn Joyce USA Estados Unidos                                             | 25.24   | Flávia Delaroli BRA Brasil                                               | 25.44   | Eileen Coparropa PAN Panamá                                                | 25.62   |
| 100 metros livre detalhes     | Courtney Shealy USA Estados Unidos                                             | 55.61   | Christina Swindle USA Estados Unidos Florencia Szigeti ARG Argentina     | 55.92   | Nenhum                                                                     |         |
| 200 metros livre detalhes     | Dana Vollmer USA Estados Unidos                                                | 1:59.80 | Colleen Lanné USA Estados Unidos                                         | 2:01.98 | Mariana Brochado BRA Brasil                                                | 2:02.08 |
| 400 metros livre detalhes     | Elizabeth Hill USA Estados Unidos                                              | 4:10.18 | Morgan Hentzen USA Estados Unidos                                        | 4:13.03 | Monique Ferreira BRA Brasil                                                | 4:14.21 |
| 800 metros livre detalhes     | Morgan Hentzen USA Estados Unidos                                              | 8:36.54 | Rachael Burke USA Estados Unidos                                         | 8:37.61 | Kristel Köbrich CHI Chile                                                  | 8:43.90 |
| 100 metros costas detalhes    | Diana MacManus USA Estados Unidos                                              | 1:02.50 | Courtney Shealy USA Estados Unidos                                       | 1:02.74 | Gisela Morales GUA Guatemala                                               | 1:04.56 |
| 200 metros costas detalhes    | Jamie Reid USA Estados Unidos                                                  | 2:13.89 | Diana MacManus USA Estados Unidos                                        | 2:15.39 | Gisela Morales GUA Guatemala                                               | 2:16.19 |
| 100 metros peito detalhes     | Staciana Stitts USA Estados Unidos                                             | 1:09.01 | Corrie Clark USA Estados Unidos                                          | 1:10.09 | Kathleen Stoody CAN Canadá                                                 | 1:10.56 |
| 200 metros peito detalhes     | Alexi Spann USA Estados Unidos                                                 | 2:29.76 | Lisa Blackburn CAN Canadá                                                | 2:31.52 | Kathleen Stoody CAN Canadá                                                 | 2:31.93 |
| 100 metros borboleta detalhes | Bethany Goodwin USA Estados Unidos                                             | 59.97   | Audrey Lacroix CAN Canadá                                                | 1:00.18 | Dana Kirk USA Estados Unidos                                               | 1:00.51 |
| 200 metros borboleta detalhes | Audrey Lacroix CAN Canadá                                                      | 2:11.02 | Noelle Bassi USA Estados Unidos                                          | 2:12.81 | Dana Kirk USA Estados Unidos                                               | 2:12.85 |
| 200 metros medley detalhes    | Joanne Malar CAN Canadá                                                        | 2:15.93 | Corrie Clark USA Estados Unidos                                          | 2:16.78 | Laura Davis USA Estados Unidos                                             | 2:17.33 |
| 400 metros medley detalhes    | Georgina Bardach ARG Argentina                                                 | 4:43.40 | Kristen Caverly USA Estados Unidos                                       | 4:46.18 | Joanna Maranhão BRA Brasil                                                 | 4:46.38 |
| 4x100 metros detalhes         | Amanda Weir Christina Swindle Colleen Lanné Courtney Shealy USA Estados Unidos | 3:41.93 | Audrey Lacroix Elizabeth Collins Joanne Malar Kelly Moody CAN Canadá     | 3:46.65 | Flávia Delaroli Rebeca Gusmão Monique Ferreira Tatiana Lemos BRA Brasil    | 3:47.05 |
| 4x200 metros detalhes         | Elizabeth Hill Colleen Lanné Carly Piper Dana Vollmer USA Estados Unidos       | 8:05.47 | Ana Muniz Paula Baracho Mariana Brochado Monique Ferreira BRA Brasil     | 8:10.54 | Joanne Malar Maya Beaudry Elizabeth Collins Kelly Moody CAN Canadá         | 8:10.85 |
| 4x100 metros medley detalhes  | Diana MacManus Staciana Stitts Dana Vollmer Amanda Weir USA Estados Unidos     | 4:05.92 | Joanne Malar Kathleen Stoody Audrey Lacroix Elizabeth Collins CAN Canadá | 4:13.72 | Danielle de Alba Adriana Marmolejo Atenas Lopez Alejandra Galan MEX México | 4:18.04 |

## Quadro de medalhas
| Ordem | País                  | Medalha de ouro | Medalha de prata | Medalha de bronze |    |
| ----- | --------------------- | --------------- | ---------------- | ----------------- | -- |
| 1     | USA Estados Unidos    | 21              | 17               | 8                 | 46 |
| 2     | BRA Brasil            | 3               | 6                | 12                | 21 |
| 3     | CAN Canadá            | 2               | 4                | 6                 | 12 |
| 4     | ARG Argentina         | 2               | 3                |                   | 5  |
| 5     | TRI Trinidad e Tobago | 2               | 2                |                   | 4  |
| 6     | VEN Venezuela         | 2               | 1                |                   | 3  |
| 7     | GUA Guatemala         |                 |                  | 2                 | 2  |
| 8     | CHI Chile             |                 |                  | 1                 | 1  |
| 8     | MEX México            |                 |                  | 1                 | 1  |
| 8     | PAN Panamá            |                 |                  | 1                 | 1  |
| TOTAL | TOTAL                 | 32              | 33               | 31                | 96 |

## Ligações Externas
- USA Swimming
- 2003 Resultados do dia 11 ao dia 16 da rede canadense CBC